# Dersu Uzala
Dersu Uzala (em japonês: デルス·ウザーラ, transl. Derusu Uzaara; em russo: Дерсу Узала) é um filme soviético-japonês de 1975, dirigido por Akira Kurosawa que também participou do roteiro, baseado no livro de Vladimir Arsenyev.

## Sinopse
O filme conta a história de um explorador (líder de uma expedição de levantamento topográfico na Sibéria) do exército russo, que é resgatado na Sibéria por um caçador nanai (Dersu Uzala) que passa a servir-lhe de guia, dando início a uma forte amizade. Quando o explorador decide levar o caçador para a cidade, seus costumes se confrontam de forma esmagadora com o modo de vida burocrático na cidade, fazendo-o questionar diversos padrões da sociedade.
Dersu é um exemplo de humildade e sabedoria, e o filme mostra de maneira poética e sensível as diferenças culturais entre ele e o pesquisador russo. O diretor de fotografia aproveitou ao máximo as imponentes paisagens naturais da Sibéria e as registrou em belas imagens.
Numa das cenas inesquecíveis do filme, Dersu e o explorador russo se encontram em local aberto, uma estepe, quando uma nevasca os atinge. No frio siberiano (que pode atingir até -60 ºC), o russo se abate, quase que como entregue à morte certa. Dersu o convence a recolher os arbustos da estepe. Mesmo sem entender direito o significado do ato, este, cambaleante, faz o que Dersu lhe pede, até o esgotamento. Dersu então, continua recolhendo a vegetação rala, que mais tarde se transformará numa pequena cabana, cavada na terra. Uma cena digna das melhores do cinema com relação ao embate entre natureza e sobrevivência.

## Elenco
- Maksim Munzuk .... Dersu Uzala
- Yuri Solomin .... capitão Vladimir Arseniev
- Svetlana Danilchenko .... sra. Arseniev
- Dmitri Korshikov .... Wowa
- Suimenkul Chokmorov .... Jan Bao
- Vladimir Kremena .... Turtwigin
- Aleksandr Pyatkov .... Olenin

## Principais prêmios e indicações
Oscar 1976 (EUA)
- Venceu na categoria de melhor filme estrangeiro.

Prêmio David di Donatello 1977 (Itália)
- Venceu na categoria de melhor diretor de filme estrangeiro e recebeu um prêmio David especial.

Festival de Moscou 1975 (Rússia)
- Recebeu o prêmio FIPRESCI e o prêmio de Ouro.